# 反对称张量
数学和理论物理学中，若一张量的符号（+/−）随着指标子集的互换而变化，则称此向量在指标子集上是反对称的（或相对于指标子集反对称）。指标子集一般必须是全协变或全反变的。
例如，
{\displaystyle T_{ijk\dots }=-T_{jik\dots }=T_{jki\dots }=-T_{kji\dots }=T_{kij\dots }=-T_{ikj\dots }}
当张量对前三个指标反对称时成立。
若张量在交换每对指标时符号都变化，就称此向量是全反对称的。k阶全反对称协变张量场可称作微分k-形式，全反对称反变向量场可称作k-向量场。

## 反对称张量与对称张量
对指标i、j反对称的张量A与对指标i、j对称的张量B的缩并都是0。
对于包含{\displaystyle U_{ijk\dots }}的一般张量U和一对指标i、j，U可分为对称部分和反对称部分：
| {\displaystyle U_{(ij)k\dots }={\frac {1}{2}}(U_{ijk\dots }+U_{jik\dots })} |  | （对称部分）   |
| {\displaystyle U_{[ij]k\dots }={\frac {1}{2}}(U_{ijk\dots }-U_{jik\dots })} |  | （反对称部分） |
其他指标对也可给出类似定义。正如“部分”暗示的，对给定的一对指标，张量是其对称部分和反对称部分之和，例如
{\displaystyle U_{ijk\dots }=U_{(ij)k\dots }+U_{[ij]k\dots }.}

## 符号
反对称可用方括号表示。例如，对任意维的2阶协变张量M，
{\displaystyle M_{[ab]}={\frac {1}{2!}}(M_{ab}-M_{ba}),}
对3阶协变张量T，
{\displaystyle T_{[abc]}={\frac {1}{3!}}(T_{abc}-T_{acb}+T_{bca}-T_{bac}+T_{cab}-T_{cba}).}
在任意2维和3维中，都可以写成
{\displaystyle {\begin{aligned}M_{[ab]}&={\frac {1}{2!}}\,\delta _{ab}^{cd}M_{cd},\\[2pt]T_{[abc]}&={\frac {1}{3!}}\,\delta _{abc}^{def}T_{def}.\end{aligned}}}
其中{\displaystyle \delta _{ab\dots }^{cd\dots }}是广义克罗内克δ函数，我们使用爱因斯坦求和约定对同类指标求和。
更一般地说，无论维数多少，p个指标上的反对称都可表为
{\displaystyle T_{[a_{1}\dots a_{p}]}={\frac {1}{p!}}\delta _{a_{1}\dots a_{p}}^{b_{1}\dots b_{p}}T_{b_{1}\dots b_{p}}.}
一般说来每个秩为2的张量都能分解为一对对称张量和一对反对称张量，如
{\displaystyle T_{ij}={\frac {1}{2}}(T_{ij}+T_{ji})+{\frac {1}{2}}(T_{ij}-T_{ji}).}
对秩大于等于3的张量，这种分解一般并不正确，因为它们具有更复杂的对称性。

## 例子
全反对称张量包括：
- 平凡地，所有标量与向量（阶为0、1的张量）是全反对称的（也是全对称的）。
- 电磁学中的电磁张量{\displaystyle F_{\mu \nu }}。
- 伪黎曼流形上的黎曼体积形式。